# Bildungssystem in Deutschland

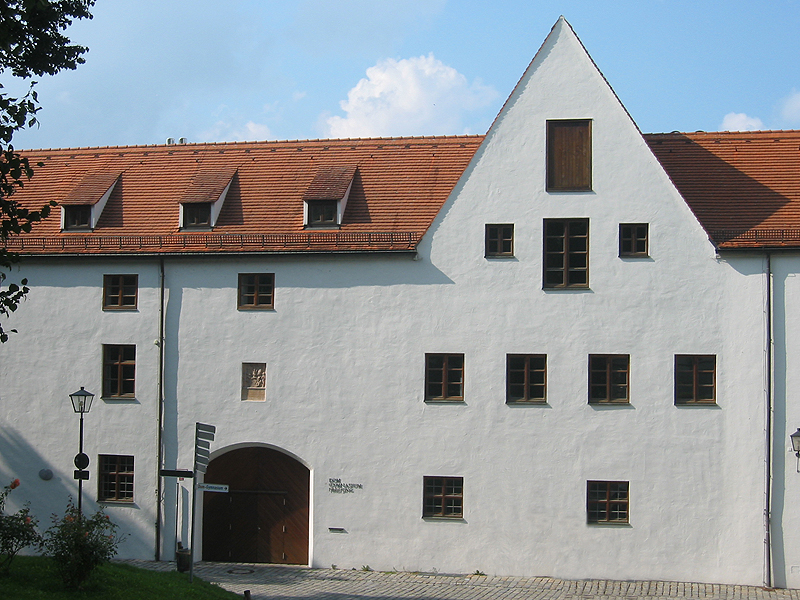
Seit dem Jahr 740 wird in der Domschule Freising unterrichtet

Das Bildungssystem in Deutschland ist fünfstufig. Die fünf Stufen sind die Primarstufe, die Sekundarstufe I und Sekundarstufe II, der tertiäre und der quartäre Bereich, zu dem vorwiegend die Weiterbildungsangebote gehören, beispielsweise beruflicher Anbieter oder der Volkshochschule. Insofern begleitet das deutsche Bildungssystem die Menschen lebenslang.

## Schulverantwortung
Das Schulwesen liegt laut Art. 7 GG im Verantwortungsbereich des Staates. Das Recht zur Errichtung von Privatschulen wird gewährleistet. 
Da wegen der Kulturhoheit der Länder die Zuständigkeit für das Schul- und Hochschulwesen in Deutschland bei den Ländern liegt, können diese das Bildungssystem unterschiedlich gestalten und benennen. Aufgrund ihrer Kulturhoheit sind sie für die Durchführung, Aufsicht, Gestaltung und Finanzierung des Schulwesens zuständig, was über die Schulgesetze und Schulordnungen sowie Lehrpläne und Curricula der Länder geschieht. Sie genehmigen die Schulbücher und Lehrmittel. Eine Mischfinanzierung  der Bildung ist im Grundgesetz nicht vorgesehen. Vor allem der Bereich der Berufsbildung wird auch durch Bundesgesetze und -regelungen gelenkt, etwa das Berufsbildungsgesetz (BBiG) und Ausbildungsrahmenpläne. Hier gibt es auch Zuständigkeiten der Europäischen Union. Im Bereich der Hochschulen bestehen das Hochschulrahmengesetz des Bundes, Landesgesetze und hochschulinterne Regelungen. Der Bereich der Weiterbildung ist weniger reglementiert. Die Aufgabe der Gemeinden sind die äußeren Schulangelegenheiten, die sich vor allem auf die Verwaltung der Gebäude und die Sachausstattung erstrecken. Für den Religionsunterricht sind die Konfessionen mitverantwortlich, er wird „in Übereinstimmung mit den Grundsätzen der Religionsgemeinschaften erteilt“ (GG 7,3). 
Um eine gewisse Einheitlichkeit des Bildungswesens zu erreichen, sind die Gremien des kooperativen Föderalismus notwendig, besonders die KMK. Die BLK hingegen war ursprünglich als Planungsgremium konzipiert, hat sich jedoch mehr zu einem Gremium der punktuellen Innovations- und Forschungsförderung entwickelt.
In Deutschland  sind drei Gruppen von politischen Akteuren im Bildungswesen aktiv.
1. Der Staat tritt in Form von Bund, Ländern, Kommunen und Gremien des kooperativen Föderalismus (Kultusministerkonferenz KMK, Gemeinsamen Wissenschaftskonferenz GWK) in Aktion.
2. Einige staatliche Gremien zur Politikberatung wie der Wissenschaftsrat oder die Ständige Wissenschaftliche Kommission der KMK wirken mit.
3. Auf nichtstaatlicher Ebene wirken vor allem Interessenvertretungen auf das Bildungswesen: die Hochschulen (Hochschulrektorenkonferenz HRK); die Interessenverbände der Wirtschaft und des Handwerks (Institut der deutschen Wirtschaft), die Lehrerfachverbände und -gewerkschaften (Gewerkschaft Erziehung und Wissenschaft (GEW), Deutscher Lehrerverband) und weitere Organisationen freier Schulen und anderer Bildungsträger (Bundesverband Deutscher Privatschulen, Bund freier Waldorfschulen, Bundesverband der freien Alternativschulen BFAS, Deutsches Institut für Erwachsenenbildung).

Die nichtstaatlichen Akteure und Beratungsgremien haben keinen direkten Einfluss auf das Bildungssystem, sondern wirken vor allem beratend. So entwerfen sie Konzepte und Empfehlungen oder stellen Forderungen an die Bildungspolitik, wirken in der Bildungsforschung mit oder führen Studien durch.

### Privatschulen
Etwa 797.000 Kinder und Jugendliche besuchten im Schuljahr 2022/23 eine Privatschule, die größten Anteile wiesen Sachsen, Berlin und Mecklenburg-Vorpommern auf. Ihre Zahl ist seit 1992/93 um 80 % gestiegen. Eltern zahlten 2016 im Schnitt 2000 Euro Schulgeld pro Jahr für den Platz ihres Kindes an einer kostenpflichtigen Privatschule. 2023 lernten 9,2 % der Schüler in Deutschland an Privatschulen.

### Leistungsvergleiche
Bei Schulleistungsuntersuchungen bzw. Bildungsstudien wie den PISA-Studien schneidet Deutschland im weltweiten Vergleich häufig nur mittelmäßig oder sogar unterdurchschnittlich ab, wobei einzelne Länder wie Sachsen und Bayern deutlich besser abschneiden als der Rest Deutschlands, ohne damit in Europa hervorzustechen. Weitere Vergleichsergebnisse liefert das Institut zur Qualitätsentwicklung im Bildungswesen mit dem Bildungstrend. Die Ergebnisse werden auch bildungspolitisch genutzt.

## Struktur des Bildungs- und Schulsystems

Bildungsorte und Lernwelten in der Bundesrepublik Deutschland

Das Bildungssystem in Deutschland ist vertikal in vier bzw. fünf Stufen gegliedert; bisher wird ihm der Vorschulbereich nicht zugerechnet, wenn auch einige Ländergesetze dies bereits geändert haben. Die Kultusministerkonferenz (KMK) zählt bereits den Elementarbereich zum Bildungssystem. Nach dem Kindergarten/der Vorschulzeit beginnt der Bildungsweg erst mit der obligatorischen Grundschule.
Die ersten drei der Bildungsstufen bilden das deutsche Schulsystem:
- Primarbereich – umfasst die ersten vier Schuljahre in der Grundschule (oder bereits in der Förderschule). In einigen Ländern gibt es auch eine sechsjährige Grundschule oder eine schulartunabhängige Orientierungsstufe in der 5. und 6. Klasse, die bereits zur Sekundarstufe I zählen.
- Sekundarbereich I – führt zum Haupt- oder Realschulabschluss oder zur Versetzung in die gymnasiale Oberstufe und ist in Haupt-, Realschule und Gymnasium gegliedert oder in einer Gesamtschule integriert.
- Sekundarbereich II – beginnt nach dem Sekundarbereich I als gymnasiale Oberstufe oder als berufsbildende Schule. Im verkürzten Gymnasium (G8) gilt die 10. Klasse bereits als Teil der Sekundarstufe II.
- Tertiärbereich – beginnt nach dem Erwerb der Hochschulzugangsberechtigung und ist an Hochschulen, Berufsakademien, Fachakademien angesiedelt bzw. nach einer entsprechenden Berufsausbildung und mehrjähriger Berufserfahrung an Fachschulen.
- Quartärbereich – umfasst alle Formen der privaten und beruflichen Weiterbildung, die vom Deutschen Bildungsrat als Fortsetzung oder Wiederaufnahme organisierten Lernens definiert wurden.

## Primär- und Sekundarbereich
Die wichtigste Schule im Primarbereich ist in Deutschland die Grundschule, deren Besuch für alle Kinder, die nicht die Angebote einer Förderschule in Anspruch nehmen, verbindlich ist. Grundschulen umfassen in der Regel die Klassenstufen 1–4 (in Berlin und Brandenburg: 1–6); auf lokaler Ebene existieren daneben weitere Modelle.
Die Sekundarstufe I umfasst die Orientierungsstufe und die sogenannte Mittelstufe der Oberschule bzw. weiterführenden Schule, im Detail Hauptschule, Realschule und Sekundarbereich I des Gymnasiums und der Gesamtschule. Die Sekundarstufe I endet dabei mit dem Hauptschulabschluss oder der mittleren Reife. Letztere berechtigt – versehen mit entsprechendem Qualifikationsvermerk – zum Eintritt in die gymnasiale Oberstufe.
Die Sekundarstufe II umfasst die sogenannte Oberstufe. Das Berufsbildungssystem, bestehend aus dem dualen System von Berufsausbildung und Berufsschule, Berufsvorbereitungsjahr, Berufsfachschule, Fachoberschule und beruflichem Gymnasium sowie der gymnasialen Oberstufe, zählen zum Sekundarbereich II. Viele Abiturienten streben eine Berufsausbildung an und durchlaufen diesen Sekundarbereich II im Grunde zweifach.
Neben dem System aus Regelschulen in öffentlicher (staatlicher, kommunaler oder gemeinsamer staatlicher/kommunaler) Trägerschaft gibt es ein System aus weiteren Schulen und Bildungseinrichtungen, die teils in öffentlicher und teils in privater (freier) Trägerschaft geführt werden. Besondere Institute, Abendschulen und Kollegs ermöglichen die Weiterbildung Erwachsener und das Nachholen versäumter oder fehlender Abschlüsse. Förderschulen können Kinder und Jugendliche beschult werden, die aufgrund von Behinderungen an anderen Schulen benachteiligt wären.

### Lehrende im Primär- und Sekundärbereich
Schullehrer müssen in Deutschland ein spezielles Lehramtsstudium absolviert haben. Ausbilder, die in der dualen Berufsausbildung tätig sind, müssen eine abgeschlossene Ausbildung im jeweiligen Beruf und darüber hinaus auch entweder eine Prüfung nach der Ausbildereignungsverordnung (AEVO) oder eine Meisterprüfung absolviert haben.

## Tertiärbereich
Der tertiäre Bildungsbereich in Deutschland umfasst die Bildung an Universitäten, Hochschulen, Berufsakademien, Fachakademien (Bayern) und Fachschulen.

## Quartärbereich
Der quartäre Bildungsbereich umfasst alle Formen der Weiterbildung, welche vom Deutschen Bildungsrat definiert wurde als Fortsetzung oder Wiederaufnahme organisierten Lernens nach Abschluss einer unterschiedlich ausgedehnten ersten Bildungsphase. In Deutschland wird er als eigene Stufe betrachtet, während die OECD ihn dem tertiären Bereich zurechnet. Der anteilsmäßig bedeutendste Teil der Weiterbildung ist das informelle Lernen, welcher jedoch schwer zu fassen ist. Ihm gegenüber steht die formale Weiterbildung, welche sich in berufliche, allgemeine und politische Weiterbildung untergliedert. Im Bereich der beruflichen Weiterbildung ist oft auch vom lebenslangen Lernen die Rede. Die üblichen Orte des Weiterbildungssektors sind die Bibliotheken, Volkshochschulen, Bildungszentren der Kirchen, Gewerkschaften und Kammern, private und betriebliche Bildungseinrichtungen, Hochschulen und Abendgymnasien. Ein neuer Trend ist das E-Learning, welcher besonders im Bereich der Weiterbildung immer populärer wird. Generell gewinnt die Weiterbildung in jüngster Zeit stark an Bedeutung, da, um mit dem heutigen gesellschaftlichen Wandel Schritt halten zu können, ein ständiges Fortbilden notwendig ist.

### Berufliche Fortbildung
Nach dem Berufsbildungsgesetz zielt eine Fortbildung auf jene Qualifikationen, die bereits in einem Ausbildungsberuf erworben wurden. Sie sollen erhalten, erweitert, der technischen Entwicklung angepasst oder so ausgebaut werden, dass ein beruflicher Aufstieg möglich wird. Dabei unterscheidet man:
- Erhaltungsfortbildung
- Erweiterungsfortbildung
- Anpassungsfortbildung
- Aufstiegsfortbildung

Je nach Fortbildungsart können die erworbenen Qualifikationen durch Prüfungen nachgewiesen werden, welche die zuständigen Stellen durchführen. Einige Fortbildungen sind dabei durch bundesweit gültige Rechtsverordnungen geregelt.
Als berufliche Aufstiegsfortbildung bezeichnet man dabei zum Beispiel:
- die Meister- bzw. Fachwirtqualifikation und dem gleichgestellte
- die Qualifikation zum Geprüften Betriebswirt

Die berufliche Fortbildung findet zum Teil während der Arbeitszeit, zum Teil in der Freizeit statt. Die Arbeitgeber und Arbeitnehmer teilen sich manchmal auch die Kosten. Eine Fortbildung kann aber auch durch öffentliche Mittel und Zuschüsse gefördert werden, abhängig von der Fortbildung und der persönlichen Situation, wenn beispielsweise bei veränderter persönlicher Eignung oder verändertem Arbeitsmarkt eine bessere individuelle Wettbewerbssituation erreicht werden kann.

## Geschichte
Die Anfänge des deutschen Bildungswesens liegen im frühen Mittelalter. Eine institutionalisierte Form der Ausbildung oblag für viele Jahrhunderte der Kirche. Sie unterhielt zur Bildung des Klerikernachwuchses meist Dom-, Stifts- oder Klosterschulen sowie Lateinschulen, in denen Söhne, vorwiegend des Adels, später auch der bürgerlichen Oberschicht, unterrichtet wurden. Die ältesten Schulen im deutschen Raum standen um 740 in St. Gallen, Freising und Eichstätt. Neben dieser theologisch orientierten Ausbildung gab es eine zweite Gruppe innerhalb des Adels, die Ritterschaft, die ein eigenes Erziehungswesen ausbildete. In ihm wurden das Kriegshandwerk und die Bewirtschaftung und Führung der Güter in den Vordergrund gestellt. Ab etwa 1100 gewährleisteten die Zünfte eine handwerkliche Lehre bei einem Meister, die als Frühform der heutigen Berufsbildung gilt. Die meisten Jungen wurden jedoch ausschließlich von ihren Eltern zu Hause unterrichtet. Auch das Hochschulwesen hat im Mittelalter seine Wurzeln. So wurde die erste Universität auf dem heutigen deutschen Staatsgebiet, die Universität Heidelberg, 1386 gegründet.
Die breitere Entwicklung des allgemeinbildenden Schulsystems setzte erst im Spätmittelalter und mit der Reformation ein. So entstanden in den Städten neben den größeren Dom- und Klosterschulen an städtischen Pfarrkirchen Gemeindeschulen, Schreibschulen in Verantwortung der Kommunen, private sogenannte Winkelschulen für bürgerliche Söhne sowie Schulen, die kaufmännische Kenntnisse, z. B. der Kameralistik, vermittelten. Spezielle Standesschulen kamen auf, etwa als Ritterakademien, dem Vorläufer der sich später ausbildenden Realschule.
Erst ab dem 18. Jahrhundert erfassten die Schulen zunehmend alle Kinder in Stadt und Land, wobei gewerbliche Sonntagsschulen und Gewerbeschulen hinzukamen. Auch eine schulische Grundausbildung von Mädchen erlangte zunehmend an Bedeutung. Wichtigster Meilenstein in dieser Entwicklung war die Einführung der allgemeinen Schulpflicht. Nach einigen kleineren Territorien wurde sie zwar für ganz Preußen im Generallandschulreglement 1763 gesetzlich eingeführt, aber nur langsam in den Volksschulen durchgesetzt.
In den deutschen Universitäten und in den höheren Schulen wurden etwa seit 1800 neuhumanistische Bildungsreformen eingeleitet, so die preußische Bildungsreform. Auch die ersten Technischen Hochschulen (Technische Universität Braunschweig 1745, Universität Karlsruhe, RWTH Aachen) wurden gegründet. Der Zugang zur Universität setzte eine Abiturprüfung voraus (definitiv seit 1834 in Preußen), mehrere Typen des Gymnasiums wurden 1900 als gleichberechtigt für alle Studien anerkannt: Humanistisches Gymnasium, Realgymnasium, Oberrealschule. Für Mädchen war das Erlangen der Hochschulreife erst ab 1893 mit der Gründung des ersten Mädchengymnasiums in Karlsruhe möglich, den freien Zugang zum universitären Studium erhielten sie aber erst 1919.
Die Weimarer Republik führte 1920 die obligatorische vierklassige Grundschule innerhalb der Volksschule ein. Weitergehende Forderungen der Reichsschulkonferenz blieben unerfüllt. Der Anteil humanistischer Gymnasien ging zurück, dafür traten die modernen Fremdsprachen und Naturwissenschaften in den höheren Schulen stärker hervor. Diese Form des Bildungssystems blieb im „Dritten Reich“ trotz ideologischer Einflussnahme bis 1945 weitgehend erhalten. Das Abitur, nach acht Gymnasialjahren, wurde 1937 eingeführt, um einer „Überbildung“ entgegenzutreten. Auch wurden Spezialschulen (Napola) zur Formung einer NS-Elite gegründet.
1949 bestätigte das Grundgesetz für die Bundesrepublik Deutschland (GG) den Bundesländern im Kulturföderalismus die Bildungshoheit („Kulturhoheit der Länder“), die sie bereits in der Weimarer Republik innehatten. Sie führten auch die Schularten und die Schuldauer wieder ein (achtklassige Volksschule, neunklassiges  Gymnasium). Zu Anfang (Düsseldorfer Abkommen) waren sie vorsichtig bemüht, das regional noch sehr unterschiedliche Schulsystem einheitlicher zu gestalten und langsam auszubauen. Das Hamburger Abkommen 1964 setzte aber einen gemeinsamen Rahmen, u. a. durch die Einführung der Hauptschule. Dagegen wurde das Bildungssystem der DDR von 1949 bis 1990 – den Änderungen im Bildungssystem der SBZ folgend – strikt zentralistisch und auf der ideologischen Grundlage des Marxismus-Leninismus geregelt. Mit dem Schulgesetz von 1959 war die zunächst achtklassige Einheitsschule obligatorisch, an die sich die vierjährige Erweiterte Oberschule anstelle des Gymnasiums anschloss. Die ganztägige Betreuung in Schulhorten ermöglichte immer mehr Müttern die Berufstätigkeit.
Einschneidend stellte der Sputnik-Schock 1957 das Bildungswesen aller westlichen Staaten in Frage – in Deutschland sprach Georg Picht 1964 von einer angeblichen „Bildungskatastrophe“ und einem Modernisierungsdefizit in inhaltlicher und sozialer Hinsicht. Andere wie Ralf Dahrendorf kritisierten die fehlende Erziehung zu demokratischen Bürgern. Für die zweite industrielle Revolution galten mehr und besser qualifizierte Absolventen als zwingend erforderlich. Intensive Reformdiskussionen ließen unter anderem den Deutschen Bildungsrat entstehen, dessen Strukturplan für das deutsche Bildungs- und Erziehungswesen maßgebend wurde. Die Bund-Länder-Kommission für Bildungsplanung und Forschungsförderung legte 1973 den ersten Bildungsgesamtplan vor, auf dessen Grundlage der Auf- und Ausbau des Bildungswesens stattfinden sollte. Er ging aber schon bei der Verabschiedung im parteipolitischen Streit vor allem um die Gesamtschule unter, in den 1980er Jahren stagnierten die bildungspolitischen Bemühungen auch wegen der Kosten. Bei der Integration der neuen ostdeutschen Bundesländer nach 1990 wurden die westdeutschen Strukturen mit geringen Abweichungen auf den Osten übertragen.
Erst Ende der 1990er Jahre rückte das Thema Bildung wieder in den Vordergrund, was vor allem auf schlechte Ergebnisse in internationalen Vergleichsstudien (beispielsweise PISA) zurückzuführen ist. Auch trat zunehmend Fachkräftemangel auf. Mit Blick auf erfolgreichere Länder wie z. B. Finnland wurden zahlreiche Änderungen (vorschulische Bildung, gemeinsames Lernen aller Schüler, mehr individuelle Förderung, selbstständige Schule, Abschaffung einer eigenständigen Hauptschule) vorgeschlagen, die das Thema der Bildung wieder in den Vordergrund der Politik rückten. Besonders das schlechte schulische Abschneiden vieler Kinder mit Migrationshintergrund bot dazu Anlass. Auch im Blick auf den internationalen Vergleich sowie das DDR-Bildungssystem setzten sich das Abitur nach zwölf Schuljahren (achtjähriges Gymnasium „G8“) und das Zentralabitur weitgehend durch. Das Bemühen um Qualitätssicherung z. B. durch Vergleichsarbeiten und Schulevaluation wurde mit hohem Kostenaufwand umgesetzt, die Bundesländer gründeten ein Institut zur Qualitätsentwicklung im Bildungswesen (IQB).

## Einzelbelege
1. ↑  DESTATIS: Privatschulen in Deutschland – Fakten und Hintergründe. Abgerufen am 20. November 2023.
2. ↑  Fast jeder zehnte Schüler besucht Privatschule. Abgerufen am 20. November 2023.
3. ↑  Kultusministerkonferenz (KMK): Das Bildungswesen in der Bundesrepublik Deutschland 2018/2019, S. 23. Abgerufen am 4. Juli 2022.
4. ↑  Deutscher Bildungsrat: Empfehlungen der Bildungskommission. Strukturplan für das Bildungswesen. Dt. Bildungsrat, Bad Godesberg 1970.
5. ↑  Vgl. §1 Berufsbildungsgesetz (BbiG)
6. ↑  Peter Lundgreen: Sozialgeschichte der deutschen Schule im Überblick. Teil I: 1770–1918, Vandenhoeck & Ruprecht, Göttingen 1980, S. 15.
7. ↑  Edgar Wolfrum: Die geglückte Demokratie. Geschichte der Bundesrepublik Deutschland von ihren Anfängen bis zur Gegenwart. Stuttgart 2006, S. 241: „Der in den Vereinigten Staaten durch den „Sputnikschock“ des Jahres 1957 ausgelöste Ruf nach besserer und verstärkter höherer Bildung drang auch nach Europa. […] ein weiterer Aspekt…: die alles überwölbende Systemauseinandersetzung. Hier sollte der Sieg im Kalten Krieg auch auf dem Feld der Bildung errungen werden. Doch gegenüber anderen Industrienationen in West und Ost war gerade die BRD offensichtlich in einen dramatischen Rückstand geraten, jedenfalls herrschte blankes Entsetzen, als die OECD Anfang der 60er Jahre Westdeutschland ein überaus bescheidenes höheres geistiges Potential, ja eine Bildungsmisere bescheinigte […].“
8. ↑  Belege bei O. Anweiler, passim